# Böles-Noran
Böles-Noran är en sjö i Söderhamns kommun i Hälsingland och ingår i Skärjåns huvudavrinningsområde. Sjön är 6,3 meter djup, har en yta på 1,26 kvadratkilometer och är belägen 58 meter över havet.

## Delavrinningsområde
Böles-Noran ingår i det delavrinningsområde (677522-156369) som SMHI kallar för Utloppet av Böles-Noran. Medelhöjden är 62 meter över havet och ytan är 3,83 kvadratkilometer. Det finns inga avrinningsområden uppströms utan avrinningsområdet är högsta punkten. Vattendraget som avvattnar avrinningsområdet har biflödesordning 3, vilket innebär att vattnet flödar genom totalt 3 vattendrag innan det når havet efter 15 kilometer. Avrinningsområdet består mestadels av skog (62 procent). Avrinningsområdet har 1,26 kvadratkilometer vattenytor vilket ger det en sjöprocent på 32,9 procent.